# Glenn Miller Orchestra
Glenn Miller Orchestra é uma orquestra formada por Glenn Miller em 1937. Miller já havia formado uma banda antes, em 1936, mas a dissolveu pois a considerava parecida demais com outras bandas da época.
O novo grupo, arranjado em torno de um clarinete e um saxofone tenor melódicos, enquanto os outros três saxofones faziam a harmonia, se tornou bastante popular e gravou vários sucessos, como "Moolight Serenade", "In the Mood", "Tuxedo Junction", "Chattanooga Choo Choo" e "I've Got a Gal in Kalamazoo".
Após o desaparecimento de Miller em 1944, durante a Segunda Guerra Mundial (em um avião que partiu da Inglaterra a caminho de Paris, onde se apresentaria com sua orquestra para as tropas aliadas), a banda foi reconstituída sob a direção de Tex Beneke, saxofonista, cantor e um dos amigos mais próximos de Miller. Anos depois a família de Miller, tendo seguido caminhos distintos de Beneke, contratou Ray McKinley, baterista da banda da Força Aérea do Exército dos Estados Unidos de Miller para organizar uma nova "banda fantasma" em 1956.
A Glenn Miller Orchestra continuou a gravar e a se apresentar com vários líderes, e permanece excursionando. Larry O'Brien, lidera a banda.

## Integrantes
- Larry O'Brien - trombone, direção musical
- Julia Rich - vocais
- Ryan Garfi  - vocais
- Kevin Sheehan - saxofone
- Bryan Wente - saxofone
- Scott Van Domelen - saxofone
- Gregory Pflugh - saxofone
- Nathan Heald - saxofone
- Ashley Hall - trompete
- Joe Harris - trompte
- Gary Lamb  - trompete
- Mike Rocha  - trompete
- George Reinert III - trombone
- Chris Fortner  - trombone
- Adan Smith - trombone
- Jason Bennett - trombone
- Ron Mills  - piano
- Denton Elkins - bateria
- Bart Delaney - contrabaixo